# HMS Belliqueux (1780)
HMS Belliqueux (1780) — 64-пушечный линейный корабль третьего ранга. Второй корабль Королевского флота, названный HMS Belliqueux, в память о Belliqueux, захваченном у французов в 1758 году.
Заказан 19 февраля 1778 года. Спущен на воду 5 июня 1780 года на частной верфи в Блэкуолл, Лондон.
Участвовал в Американской революционной войне. Был при Форт-Ройял и при Островах Всех Святых.
Участвовал во Французской революционной войне. Был при Кампердауне. 4 августа 1800 года захватил французский фрегат Concorde.
На его борту 8 апреля 1807 года, в Бенгальском заливе, умер Филипп Дандас (англ. Philip Dundas), британский вице-губернатор Пинанга.
Превращен в плавучую тюрьму в 1814 году. Отправлен на слом и разобран в 1816 году.